# Badian (Cebu)
Badian ist eine philippinische Stadtgemeinde der 4. Einkommensklasse in der Provinz Cebu. Nach dem Zensus vom 1. August 2015 hat sie 37.912 Einwohner. Sie liegt ca. 98 km südwestlich von Cebu City. Ihre Nachbargemeinden sind Moalboal im Norden, Alegria im Süden und die Gemeinden Dalaguete und Argao im Osten. Im Westen grenzt die Gemeinde an die Tanon-Straße.
Zu den touristischen Attraktionen gehören die Kawasan-Wasserfälle sowie die Inseln Badian und Green.

## Baranggays
Badian ist politisch in 29 Baranggays unterteilt.
| - Alawijao - Balhaan - Banhigan - Basak - Basiao - Bato - Bugas - Calangcang - Candiis - Dagatan | - Dobdob - Ginablan - Lambug - Malabago - Malhiao - Manduyong - Matutinao - Patong - Poblacion - Sanlagan | - Santicon - Sohoton - Sulsugan - Talayong - Taytay - Tigbao - Tiguib - Tubod - Zaragosa |